# Rotareme

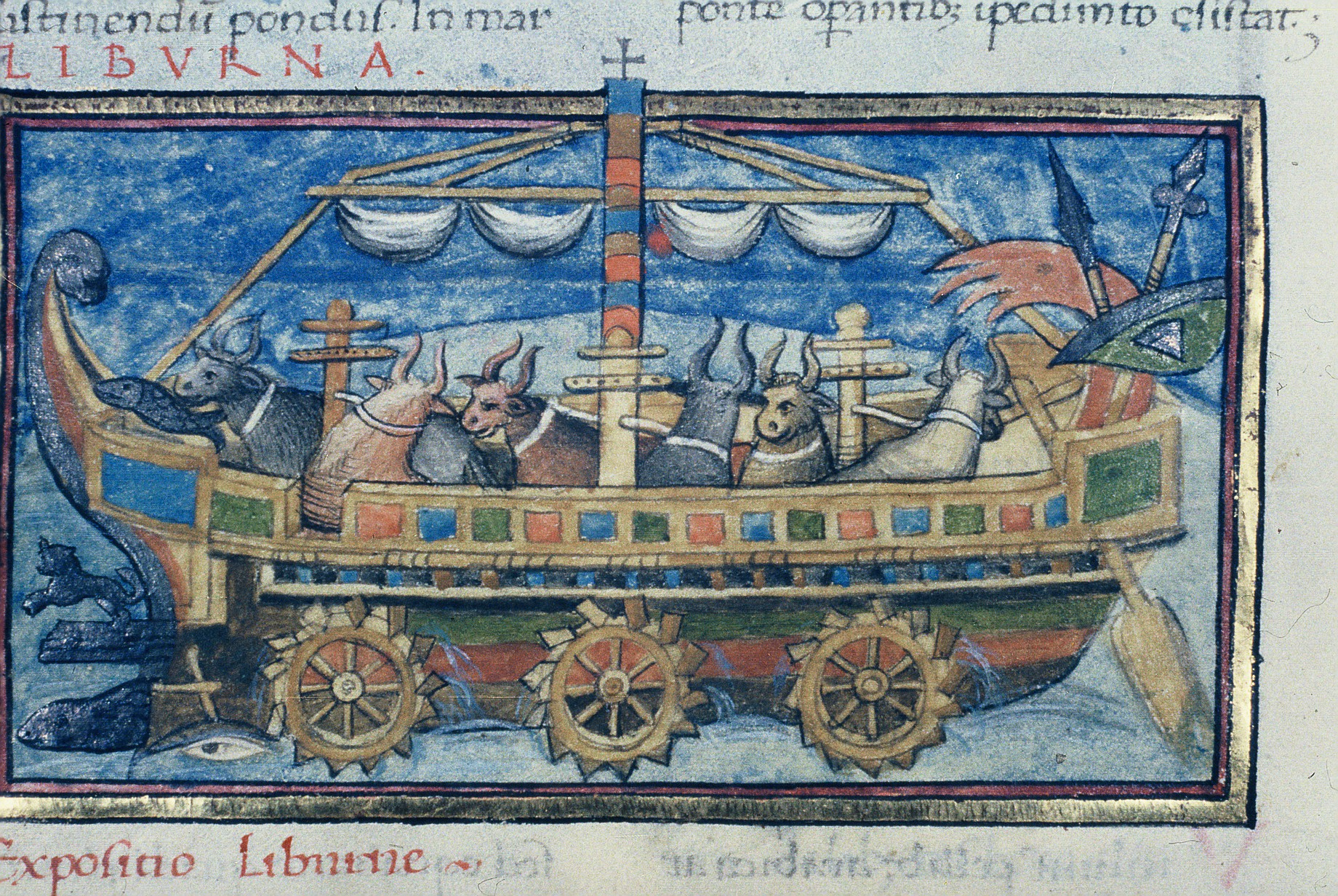
Römisches Schaufelradschiff (Miniatur aus dem 15. Jh.)

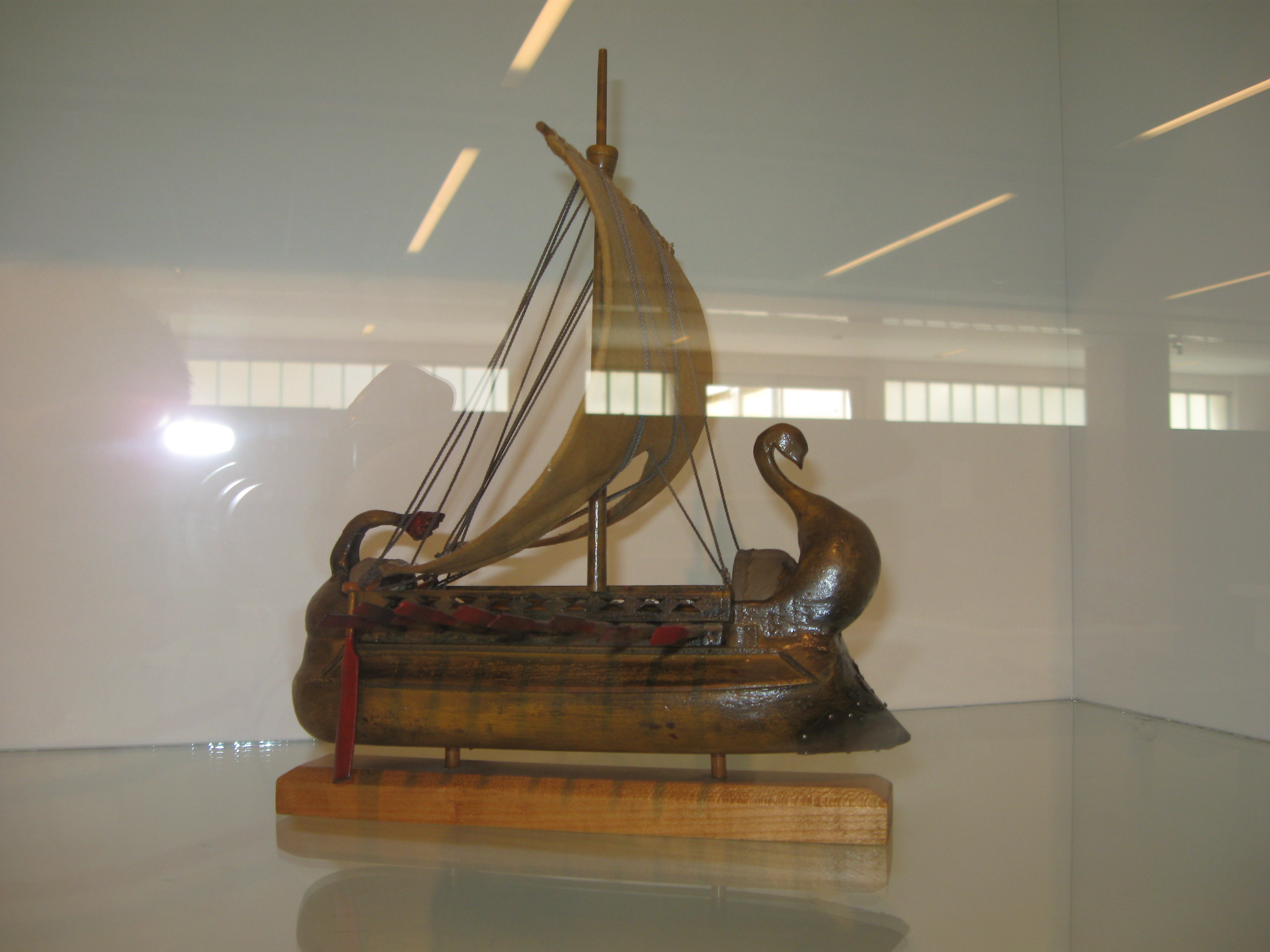
Zum Vergleich: Modell mit der Rekonstruktion einer liburna im Archäologischen Museum von Zadar (Kroatien).

Rotareme (lateinisch rotaremis ‚Drehruder‘, von rota ‚drehen‘ und remus ‚Ruder, Riemen‘) ist die moderne Bezeichnung für ein antikes Schaufelradschiff mit Schaufelrädern an den Seiten. In einer spätantiken Quelle, De Rebus Bellicis ist von einem Schaufelradschiff zu lesen, das als Kriegsschiff gedacht war.
De Rebus Bellicis, das nicht genau zu datierende Werk eines anonymen Verfassers, enthält neben Reformvorschlägen für Verwaltung und Steuer auch die Beschreibung von neuartigen Waffen und Fahrzeugen oder Ideen dafür. Der spätantike Text bezeichnet das Schiff als Liburna, zu jener Zeit der allgemeine Begriff für ein Kriegsschiff. Jene spezielle Liburna wurde jedoch nicht standardmäßig mit Riemen angetrieben, sondern mit Schaufelrädern. Heute gibt es nur eine Kopie der De Rebus Bellicis aus dem Mittelalter, und die darin enthaltene Illustration jenes Spezialschiffes weist etliche Unkorrektheiten auf. Es könnte sein, dass auch die in der Spätantike geplante oder tatsächlich gebaute Version der römischen Rotaremis an jeder Schiffsseite drei Schaufelräder hatte. Dies scheint sinnvoll, denn damit würde der Platz voll genutzt, der sonst den vielen Ruderern zur Verfügung gestanden hätte. Und mehr Schaufelräder bedeutet auch mehr Antriebskraft, zumal bei der spätantiken Rotaremis nicht Menschen, sondern schwere Arbeitsochsen (möglicherweise zwei Tiere pro Schaufelradpaar) als Zugkräfte für die Mechanik der Schaufelräder genutzt wurden. Ansonsten war das Schiff nach der mittelalterlichen Illustration wahrscheinlich einer normalen spätrömischen Liburna recht ähnlich. Es ist recht sicher, dass der Entwurf der Rotaremis auf der Konstruktion einer ganz normalen Liburna beruht, so dass eine kostspielige Neuentwicklung vermieden werden konnten. Ein Umbau vorhandener Schiffe scheint preiswerter gewesen zu sein, und es ist bekannt, dass das spätrömische Imperium ein Interesse am Kostenersparnis hatte.
Der spätantike Text erwähnt die außerordentliche Geschwindigkeit des Schiffes, und auch, dass es einen sehr starken Rammstoß darbringen konnte.